# 恵那市立三郷中学校
恵那市立三郷中学校（えなしりつ　みさとちゅうがっこう）は、かつて岐阜県恵那市に存在した公立中学校。

## 概要
- 校区は三郷町佐々良木、三郷町椋實・三郷町野井であり、旧・恵那郡三郷村に該当する。
- 1979年、恵那西中学校〈旧〉、武並中学校と統合し、恵那西中学校の新設により廃校。
- 校舎は1983年まで野井小学校の仮校舎[注釈 1]と使用された。跡地は三郷小学校となっている。

## 沿革
- 1947年（昭和22年）
  - 　4月 - 三郷村立三郷中学校として開校。校舎は未完成のため、1年生は佐々良木小学校と野井小学校、2年生は深瀬公会堂、3年生は諏訪神社[注釈 2]での分散授業となる。
  - 12月15日 - 校舎が完成。分散授業を廃止。
- 1954年（昭和29年）
  - 3月 - 屋内体育館が完成。
  - 4月1日 - 恵那郡大井町、長島町、東野村、三郷村、武並村、笠置村、中野方村、飯地村が合併し、恵那市が発足。同時に恵那市立三郷中学校に改称する。
- 1979年（昭和54年）3月 - 廃校。